# 武穆遺書
《武穆遺書》 （原名《破金要訣》），金庸小說中虛構的兵法奇書，為岳飛所著。

## 小说歷史

### 南宋
在《射鵰英雄傳》一書中，岳飛死後，《武穆遺書》藏於南宋朝廷临安皇宮翠寒堂東十五步處水簾石洞下，直到鐵掌幫幫主上官劍南盜回鐵掌峰，藏於幫中禁地。
完顏洪烈見金國跟蒙古戰鬥屢屢不敵，希望得到《武穆遺書》中用兵要訣，以滅蒙古及大宋，故請得「西毒」歐陽鋒父子及彭連虎、沙通天等武林高手幫助，前往石洞內盜書。惟他们不知《武穆遗书》早已被铁掌帮帮主盗去，所夺得的只是一个空盒。郭靖亦为阻止盜書与欧阳锋交手，為楊康偷襲重伤，幸得黄蓉於牛家村曲三酒館密室療傷七天方癒。兩人發現密室中曲灵风收藏之畫卷，實為《武穆遺書》藏寶圖，得知其藏於鐵掌峰，並成功取得。
成吉思汗西征花剌子模國時，郭靖以金刀駙馬、右軍元帥身份隨軍西征，並熟練《武穆遺書》中天覆、地載、風揚、雲垂、龍飛、虎翼、鳥翔、蛇蟠八個陣勢，於阻止蒙古王子內鬥與滅花剌子模國中立下大功。然而，郭靖母親李萍不惜自殺要求兒子離開蒙古，忠於大宋。郭靖遂前往南宋門戶重鎮襄陽，與妻子黃蓉參與數次襄陽保衛戰，但《武穆遺書》貢獻已成疑。後來襄陽城破，郭靖夫婦以身殉國前，將楊過送予郭襄的玄鐵重劍加上西方精金分別鑄成倚天劍與屠龍刀（新修版只有屠龍刀是以玄鐵溶鑄成，倚天劍改為以楊過及小龍女夫婦佩劍君子劍及淑女劍合鑄而成），《武穆遺書》即藏於屠龍刀之中。

### 元明
周芷若於靈蛇島取得倚天劍與屠龍刀，刀劍互砍而取得《武穆遺書》，趙敏從周芷若身上取得《武穆遺書》。明教起義反元後，張無忌無心大業，將《武穆遺書》轉交予朱元璋手下大將徐達（徐達於取得《武穆遺書》前已是赫赫有名的將領）。趙宋因失岳飛而置神州於龍漠，而朱明則因《武穆遺書》而復漢人江山，乃金庸對大宋鄂王岳飛的一種間接致敬。

## 兵書形容
《射雕英雄传》第三十六回：
这书中诸凡定谋、审事、攻伐、守御、练卒、使将、布阵、野战，以及动静安危之势，用正出奇之道，无不详加阐述。
《射雕英雄传》第九回：
完颜洪烈道：“岳飞无法可施，只得把那部兵书贴身藏了，写了四首甚么《菩萨蛮》、《丑奴儿》、《贺圣朝》、《齐天乐》的歪词。这四首词格律不对，平仄不叶，句子颠三倒四，不知所云。”
“数十年来，这四首歪词收在大金宫里秘档之中，无人领会其中含意。”
“哪知其中竟是藏着一个极大的哑谜。小王苦苦思索，终于解明了，原来这四首歪词须得每隔三字的串读，先倒后顺，反复连贯，便即明明白白。”

## 現實版本
據岳飞第32代孙，岳飞思想研究会黄梅分会秘书长岳和军稱，《岳氏家谱》记载绍兴十一年（1141年），岳飞蒙难，岳震、岳霆藏匿于黄梅龙虎山，并辗转大别山一带，改鄂姓21年。在此期间，岳震、岳霆等人对父亲岳飞的遗稿进行了整理，即世稱的《武穆遗书》。岳飞遗稿被后人整理成了文武两部著作，「文」包括《满江红》等诗词散文，「武」即《岳武穆王武艺要论》，是集岳家拳、岳家枪、刀、棍等18般武艺的“武功秘籍”，并非武侠小说里所说的兵法奇书。黄梅当地人根据《岳武穆王武艺要论》练习拳法、枪法等武艺，800年习武成风。1984年的一次民间武术挖掘整理工作，省体育局听说黄梅县练武成风，且习武者均会打岳家拳，并前往黄梅县进行调查走访。同年，岳家拳继承人、岳飞第31代孙岳进，将家傳古抄本《岳武穆王武艺要论》捐献给了国家体委。